# Walt Weiskopf
Walter Weiskopf (Augusta (Georgia), 30 juli 1959) is een Amerikaanse jazzsaxofonist, klarinettist, multi-instrumentalist, componist, auteur en educator. Hij bracht 16 cd's uit als leider en trad op als sideman op talloze andere albums, nadat hij had gewerkt met artiesten als Buddy Rich, Frank Sinatra en Steely Dan. Auteur en journalist Cicily Janus beschouwt Weiskopf als een van de beste onbekende musici in het moderne circuit en JazzTimes Magazine beschouwt hem als onderschat en een zeer krachtige tenorsaxofonist die een sterke invloed van Trane-Rollins toont.

## Biografie
Weiskopf werd geboren in Augusta, Georgia en groeide op buiten Syracuse (New York). Hij bespeelde zijn eerste instrument de klarinet op 10-jarige leeftijd en begon vier jaar later aan zijn saxofoonstudies. Hij studeerde van 1977–1980 aan de Eastman School of Music van de University of Rochester. Na het behalen van zijn bachelor in Music Performance verhuisde hij in september 1980 naar New York.
Weiskopf begon zijn carrière in New York op 21-jarige leeftijd met optreden bij de Buddy Rich Big Band in 1981 en startte twee jaar later een periode van 14 jaar bij het Toshiko Akiyoshi Jazz Orchestra. Sindsdien heeft hij 16 opnamen als leider uitgebracht en heeft hij talloze vermeldingen als sideman. Het was 1988 toen Weiskopf besloot om naar het Queens College of the City of New York te gaan, waar hij 2 jaar studeerde bij klarinettist Leon Russianoff, waar hij later een Master of Arts graad behaalde in klarinetuitvoering. De volgende twee decennia trad hij op met een aantal opmerkelijke orkesten, waaronder het American Ballet Theatre Orchestra, het American Composers Orchestra en het Gotham Chamber Orchestra. In 2002 werd Weiskopf onderdeel van de populaire band Steely Dan en stond hij op het titelnummer van hun album Everything Must Go uit 2003. Een paar jaar later, in 2006, begon hij te toeren en op te treden met de Donald Fagen Band en in 2010 met de Dukes of September Rhythm Revue.
Naast optredens heeft Weiskopf les gegeven aan een aantal verschillende universiteiten en verschillende boeken geschreven over jazzimprovisatie. Weiskopf was adjunct-professor aan de New Jersey City University in Jersey City, New Jersey van 1996-2000. Van 2001 tot 2009 was Weiskopf gasthoogleraar aan de Eastman School of Music en van 2010 tot 2012 parttime docent aan de Temple University in Philadelphia. Momenteel is hij coördinator jazzstudies aan de New Jersey City University in Jersey City, New Jersey. In respectievelijk 1991 en 1993 was Weiskopf co-auteur van Coltrane: A Player's Guide To His Harmony en The Augmented Scale in Jazz (pub. J. Aebersold) met Ramon Ricker en voltooide Intervalic Improvisation (pub. Aebersold) in 1994. Weiskopfs vierde boek Around The Horn werd uitgebracht in 2001 en het vervolg Beyond The Horn, geschreven in samenwerking met zijn voormalige student Ed RosenBerg, werd uitgebracht in 2006. Zijn meest recente boek Understanding the Diminished Scale verscheen in 2013.

## Herkenning
Weiskopf heeft drie prestatiebeurzen ontvangen van de National Endowment for the Arts. Hij ontving ook financiering voor de creatie en opname van zijn sextetopname uit 2004 Sight to Sound (Criss Cross Jazz) van de Doris Duke Charitable Foundation en Chamber Music America. Deze suite van tien delen is geïnspireerd op het werk van beeldend kunstenaars Salvador Dalí, Pablo Picasso, Vincent van Gogh, Joan Miró en anderen.

## Discografie
Als leader
- 1989: Exact Science (Iris 1002) met Joel Weiskopf, Jay Anderson, Jeff Hirshfield
- 1991: MindWalking (Iris 1003) met Joel Weiskopf, Jay Anderson, Jeff Hirshfield
- 1992: Simplicity (Criss Cross Jazz 1075) met Andy Fusco, Conrad Herwig, Joel Weiskopf, Peter Washington, Billy Drummond
- 1994: A World Away (Criss Cross Jazz 1100) met Larry Goldings, Peter Bernstein, Bill Stewart
- 1995: Song for My Mother (Criss Cross Jazz 1127) met Anders Bostrom, Jim Snidero, Joe Magnarelli, Scott Robinson, Joel Weiskopf, Peter Washington, Billy Drummond
- 1996: Night Lights (Doubletime Records 106) met Joel Weiskopf, Drew Gress, Steve Davis
- 1997: Sleepless Nights (Criss Cross Jazz 1147) met Andy Fusco, Conrad Herwig, Joel Weiskopf, James Genus, Billy Drummond
- 1999: Anytown (Criss Cross Jazz) met Joe Locke, Renee Rosnes, Doug Weiss, Tony Reedus
- 2000: Siren (Criss Cross Jazz 1187) met Anders Bostrom, Jim Snidero, Joe Magnarelli, Scott Robinson, Joel Weiskopf, Doug Weiss, Billy Drummond
- 2002: Man of Many Colors (Criss Cross Jazz 1219) met Brad Mehldau, John Patitucci, Clarence Penn
- 2004: Sight To Sound (Criss Cross Jazz 1250) met Andy Fusco, John Mosca, Joel Weiskopf, Doug Weiss, Billy Drummond
- 2005: Tea For Two (Criss Cross Jazz 1265) met Andy Fusco, Joel Weiskopf, Paul Gill, Billy Drummond
- 2008: Day In, Night Out (Criss Cross Jazz 1300) met Andy Fusco, Michael Leonhart, John Mosca, Gary Smulyan, Peter Zak, Doug Weiss, Kendrick Scott
- 2010: See The Pyramid (Criss Cross Jazz 1327) met Peter Zak, Doug Weiss, Quincy Davis
- 2011: LIVE (Capri) met Renee Rosnes, Paul Gill, Tony Reedus
- 2014: Overdrive (Posi-Tone) met Yotam Silberstein, Behn Gillece, Peter Zak, David Wong, Don Edwards
- 2015: Open Road (Posi-Tone) met Peter Zak, Mike Karn, Steve Fidyk
- 2016: The Way You Say It (Posi-Tone) met Brian Charette, Behn Gillece, Steve Fidyk
- 2017: Fountain of Youth (Posi-Tone) met Peter Zak, Mike Karn, Behn Gillece, Steve Fidyk
- 2018: Walt Weiskopf European Quartet (Orenda Records) met Carl Winther, Daniel Franck, Anders Mogensen
- 2019: Walt Weiskopf European Quartet, Worldwide (Orenda Records) met Carl Winther, Andreas Lang, Anders Mogensen
- 2020: Walt Weiskopf European Quartet, Introspection (Believe Digital) met Carl Winther, Andreas Lang, Anders Mogensen

Als sideman
- 1982: Frank Sinatra/Buddy Rich – Concert for the Americas (DVD)
- 1984: Toshiko Akiyoshi/Lew Tabackin – Desert Lady Fantasy (BMG Victor)
- 1984: Toshiko Akiyoshi/Lew Tabackin – Ten Gallon Shuffle (Ascent Records)
- 1986: Toshiko Akiyoshi/Lew Tabackin – Wishing Peace (Concord)
- 1986: Toshiko Akiyoshi/Lew Tabackin/Frank Wess – Wishing Peace From "Liberty Suite (Ascent Records)
- 1988: Jean-Loup Longnon & His New York Orchestra – Jean-Loup Longnon & His New York Orchestra
- 1989: American Composers Orchestra – Four Symphonic Works By Duke Ellington (Musicmasters)
- 1990: Roland Vazquez – No Separate Love
- 1990: Toshiko Akiyoshi The Four Seasons (Nippon Crown)
- 1991: Toshiko Akiyoshi – Chic Lady (Nippon Crown)
- 1992: Toshiko Akiyoshi/Lew Tabackin – Carnegie Hall Concert (Columbia)
- 1993: Maurice Peress – D. Ellington/American Composers Orchestra (Musicmasters)
- 1993: Bill Warfield – The City Never Sleeps (Seabreeze)
- 1993: Toshiko Akiyoshi/Lew Tabackin – Desert Lady Fantasy (Concord)
- 1993: Toshiko Akiyoshi – Dig (Nippon Crown)
- 1994: Toshiko Akiyoshi – Night and Dream (Nippon Crown)
- 1994: The Buddy Rich Big Band – Burning For Buddy – A Tribute to the Music of Buddy Rich (Atlantic Records)
- 1994: Dave Stryker – Nomad
- 1995: Billy Drummond – Dubai (Criss Cross Jazz)
- 1995: Buddy Rich Big Band – Burning For Buddy (Atlantic)
- 1996: Jim Snidero – Vertigo (Criss Cross Jazz)
- 1996: Frank Sinatra jr. – As I Remember It (Angel)
- 1997: Andy Fusco – Big Man's Blues (Doubletime)
- 1997: Mark Soskin – Five Lands (TCB)
- 1997: The Buddy Rich Big Band – Burning For Buddy – A Tribute to the Music of Buddy Rich Volume II (Atlantic Records)
- 1998: Conrad Herwig – Heart of Darkness (Criss Cross Jazz)
- 1998: Cutting Edge – The Cutting Edge
- 2000: Linda Eder – Christmas Stays the Same
- 2001: Renee Rosnes – With A Little Help From My Friends (Blue Note)
- 2001: Renee Rosnes – Life on Earth (Blue Note)
- 2001: Joel Weiskopf – New Beginning (Criss Cross Jazz)
- 2002: Darius de Haas – Day Dream: Variations on Strayhorn
- 2002: Audra McDonald – Happy Songs
- 2002: Renee Rosnes – Life on Earth
- 2002: Original Broadway Cast – Thoroughly Modern Millie
- 2003: Steely Dan – Everything Must Go (Warner Bros. Records)
- 2003: Geoff Muldaur Futuristic Ensemble – Private Astronomy: A Vision of the Music of Bix Beiderbecke (Edge Music)
- 2003: Linda Eder – Broadway My Way
- 2003: Michelle Conte – Lucky Me!
- 2005: Tom Christiensen – New York School (Playscape)
- 2005: Eri Nobuchika – 鼓動 (Fearless Records)
- 2005: Donald Fagen – Morph The Cat (Reprise Records)
- 2006: Walt Weiskopf/Dick Oatts/Billy Drewes – Jam Session No. 18 (Steeplechase)
- 2006: Donald Fagen – Morph The Cat (Reprise)
- 2006: Steely Dan – The Definitive Collection (Compilation)
- 2006: Randy Sandke – The Subway Ballet
- 2006: Brian Stokes Mitchell – Brian Stokes Mitchell
- 2007: Steve Smith/Jazz Legacy – Live on Tour (Drum Legacy)
- 2007: Roland Vazquez – Quintet Live
- 2007: Various Artists – We All Love Ella: Celebrating the First Lady of Song (Compilation, Verve)
- 2008: Steve Smith's Jazz Legacy – Live at the Modern Drummer Festival (Hudson/DVD)
- 2008: Steve Smith's Jazz Legacy – Live on Tour, Vol. 2
- 2008: Pamela Luss – Magnet
- 2009: Steve Smith's Jazz Legacy – Live on Tour, Vol. 1
- 2010: John Fedchock Sextet – Live at The Red Sea Jazz Festival (Capri)
- 2010: Peter Zak – The Decider (SteepleChase)
- 2011: Vanguard Jazz Orchestra  – Forever Lasting/Live in Japan (Planet Arts)
- 2011: Renolds Jazz Orchestra – Three Penny Opera – Live in Aarau (Shanti Records)
- 2012: Donald Fagen  – Sunken Condos (Reprise)
- 2014: Donald Fagen/Michael McDonald/Boz Scaggs – Live at Lincoln Center – The Dukes of September (429 Records)
- 2016: Doug Webb – Triple Play

- Bibliothèque nationale de France: cb140006262 (data)
- CiNii: DA16466243
- Gemeinsame Normdatei: 135089727
- International Standard Name Identifier: 0000 0000 5515 6863
- Library of Congress Control Number: no96043760
- MusicBrainz: 81f5f851-bf90-4e97-940a-c1e87785899c
- Nederlandse Thesaurus van Auteursnamen: 142249106
- Virtual International Authority File: 7584445
- WorldCat: E39PBJmdvHrK73TdXkCKGqyKh3